# Kuala Terengganu
Kuala Terengganu város Malajziában, a félsziget keleti partján, a Terengganu nevű folyó torkolatánál, az azonos nevű állam, Terengganu székhelye és gazdasági központja. Lakossága 404 ezer fő volt 2010-ben.
A gazdaságában meghatározó a kereskedelem, élelmiszeripar, kézművesség, hagyományos textilipar, kisüzemi gyáripar, halászat és a turizmus (kiindulópont a Perhentian-szigetek felé).

## Látnivalók
- A város múzeumai
- Az Iszlám Örökség Parkja
- Mecsetei, főleg a Kristálymecset és a Tengku Tengah Zaharah („úszó mecset”)
- Kínai negyed
- A közeli tengerpart, a Batu Buruk

## Fordítás
- Ez a szócikk részben vagy egészben  a   Kuala_Terengganu című angol Wikipédia-szócikk fordításán alapul.  Az eredeti cikk szerkesztőit annak laptörténete sorolja fel. Ez a jelzés csupán a megfogalmazás eredetét és a szerzői jogokat jelzi, nem szolgál a cikkben szereplő információk forrásmegjelöléseként.